# Montecchio (Peccioli)
Montecchio ist eine Fraktion (italienisch frazione) der italienischen Gemeinde Peccioli in der Provinz Pisa in der Toskana.

## Geografie
Der Ort liegt etwa 3 km südöstlich des Hauptortes Peccioli, etwa 35 km südöstlich der Provinzhauptstadt Pisa und etwa 50 km südwestlich der Regionalhauptstadt Florenz. Der Ort liegt etwas 1 km östlich des Flusses Era im Eratal (Val d’Era) bei 162 m s.l.m. und hatte 2001 158 Einwohner und 2011 152 Einwohner.

## Geschichte
Erstmals erwähnt wurde der Ort 1181 in einem päpstlichen Dokument von Lucius III. zu der damals im Ort ansässigen und heute zerstörten Abtei San Casciano a Carigi sul Roglio. Die nächste Erwähnung stammt aus dem Jahr 1188 durch Papst Clemens III. Dem Pisaner Statut von 1284 nach gehörte der Ort zu dieser Zeit zum Capitano di Val d’Era mit Sitz in Montefoscoli (heute Ortsteil von Palaia, ca. 6 km nördlich von Montecchio). 1362 wurde der Ort von Florenz unter der Führung von Bonifazio Lupi di Soragna belagert, 1406 unterwarf sich der Ort den Florentinern.

## Sehenswürdigkeiten

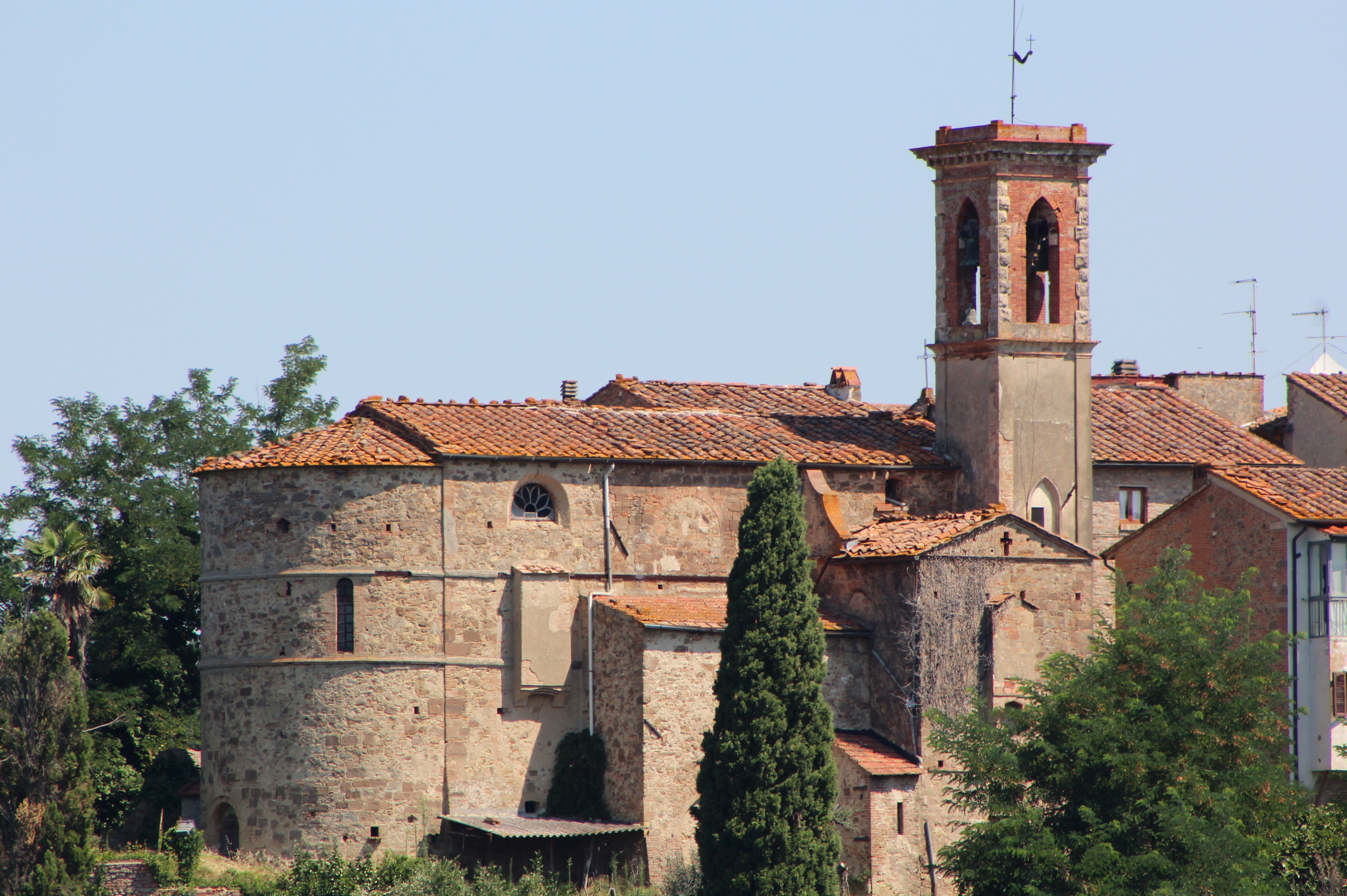
Die Kirche Santi Lucia e Pancrazio

- Santi Lucia e Pancrazio, Kirche im Bistum Volterra. Die Kirche liegt im Ortskern am höchsten Punkt des Ortes und schließt den Ort nach Westen ab. Sie entstand im Mittelalter, ihr heutiges Erscheinungsbild erhielt sie im 19. Jahrhundert.[4]